# Radio Usach
Pour l’article homonyme, voir Juliette Usach.
Radio Universidad de Santiago de Chile, plus connue sous le nom de Radio Usach est la station de radio de l'université de Santiago du Chili. Elle émet en FM (94,5 MHz) et 1240 kHz en AM.

## Histoire
Elle commence ses émissions le 15 juin 1959 sous le nom de Radio Universidad Técnica del Estado. Elle diffuse alors de la musique et des contenus culturels et éducatifs. À partir des années 1960 elle diffuse également du théâtre. La station devient alors la deuxième du pays. C'est au début des années 1970 qu'elle connaît son apogée. Le 11 septembre 1973, au cours du coup d'État de Pinochet, l'émetteur est détruit, tandis que dans les jours suivants sa discothèque subit le même sort. La programmation change: la station diffuse de la musique classique ou provenant du folklore chilien, et passe des accords de collaboration avec d'autres radios comme la Deutsche Welle ou Radio Nederland. En 1981 elle change son nom en Radio Universidad de Santiago tandis que ses stations régionales prennent leur indépendance. Dans les années 1990 elle modernise ses équipements et enrichit ses programmes. En 1998 elle lance son site internet. Enfin en 2003 elle modifie sa programmation, qui a peu bougé durant deux décennies. Elle augmente le nombre d'émissions en direct, crée de nouveaux programmes, puis change son nom en Usach, la Radio Universitaria.